# Opfer der Vergangenheit
Opfer der Vergangenheit (Vítimas do Passado) é um filme de propaganda da Alemanha nazista realizado em 1937. Foi co-produzido pelo Ministério da Propaganda do Terceiro Reich e pelo Partido Nacional-Socialista dos Trabalhadores Alemães (NSDAP) sob o comando de Adolf Hitler para o consumo em massa. Teve exibição obrigatória em todos os cinemas alemães depois de março de 1937. É o primeiro filme (parte documentário, parte drama) para o público em geral que abordou a prevenção de uma nova geração de doentes hereditários por meio da esterilização dos doentes mentais.